# Моја генијална пријатељица (мини-серија)
Моја генијална пријатељица (итал. L'amica geniale) је италијанско-америчка драмска телевизијска мини-серија заснована на истоименом роману Елене Феранте. То је њен први од четири романа из серије Напуљска тетралогија који је добио телевизијску адаптацију. Осмоепизодна мини-серија, Моја генијална пријатељица је копродукција између америчке кабловске мреже Ејч-Би-Оу и италијанских мрежа РАИ и ТИМвизион. Премијерно је пуштена на Ејч-Би-Оу 18. новембра 2018. године.

## Улоге
- Елиса Дел Генио као млада Елена Греко[4]
- Лудовика Насти као млада Рафаела "Лила" Керуло[4]
- Маргерита Мацуко као адолесценткиња Елена Греко[4]
- Гаја Гираце као адолесценткиња Рафаела "Лила" Керуло[4]

## Епизоде

### 1. сезона (2018)
| Бр. еп. (укупно) | Бр. еп. (у сезони) | Наслов                            | Редитељ          | Сценариста                                                        | Премијера                                           | Гледаност у САД/Италији (милиони) |
| ---------------- | ------------------ | --------------------------------- | ---------------- | ----------------------------------------------------------------- | --------------------------------------------------- | --------------------------------- |
| 1                | 1                  | Лутке Le bambole                  | Саверио Костанцо | Елена Феранте, Франческо Пиколо, Лаура Паолучи и Саверио Костанцо | 18. новембар 2018. (HBO) 27. новембар 2018. (Rai 1) | 0.242 и 7.458                     |
| 2                | 2                  | Новац I soldi                     | Саверио Костанцо | Елена Феранте, Франческо Пиколо, Лаура Паолучи и Саверио Костанцо | 19. новембар 2018. (HBO) 27. новембар 2018. (Rai 1) | 0.128 и 6.729                     |
| 3                | 3                  | Метаморфоза Le metamorfosi        | Саверио Костанцо | Елена Феранте, Франческо Пиколо, Лаура Паолучи и Саверио Костанцо | 25. новембар 2018. (HBO) 4. децембар 2018. (Rai 1)  | 0.244 и 7.302                     |
| 4                | 4                  | Растакање маргина La smarginatura | Саверио Костанцо | Елена Феранте, Франческо Пиколо, Лаура Паолучи и Саверио Костанцо | 26. новембар 2018. (HBO) 4. децембар 2018. (Rai 1)  | 0.151 и 6.725                     |
| 5                | 5                  | Ципеле Le scarpe                  | Саверио Костанцо | Елена Феранте, Франческо Пиколо, Лаура Паолучи и Саверио Костанцо | 2. децембар 2018. (HBO) 11. децембар 2018. (Rai 1)  | 0.291 и 6.699                     |
| 6                | 6                  | Острво L'isola                    | Саверио Костанцо | Елена Феранте, Франческо Пиколо, Лаура Паолучи и Саверио Костанцо | 3. децембар 2018. (HBO) 11. децембар 2018. (Rai 1)  | 0.210 и 6.699                     |
| 7                | 7                  | Вереници I fidanzati              | Саверио Костанцо | Елена Феранте, Франческо Пиколо, Лаура Паолучи и Саверио Костанцо | 9. децембар 2018. (HBO) 18. децембар 2018. (Rai 1)  | 0.318 и 6.974                     |
| 8                | 8                  | Обећање La promessa               | Саверио Костанцо | Елена Феранте, Франческо Пиколо, Лаура Паолучи и Саверио Костанцо | 10. децембар 2018. (HBO) 18. децембар 2018. (Rai 1) | 0.228 и 6.620                     |

### 2. сезона:Прича о новом презимену(2020)
| Бр. еп. (укупно) | Бр. еп. (у сезони) | Наслов                        | Редитељ          | Сценариста                                                        | Премијера                                       | Гледаност у САД/Италији (милиони) |
| ---------------- | ------------------ | ----------------------------- | ---------------- | ----------------------------------------------------------------- | ----------------------------------------------- | --------------------------------- |
| 9                | 1                  | Ново презиме Il nuovo cognome | Саверио Костанцо | Елена Феранте, Франческо Пиколо, Лаура Паолучи и Саверио Костанцо | 10. фебруар 2020. (Rai 1) 16. март 2020. (HBO)  | 0.148 и 7.099                     |
| 10               | 2                  | Тело Il corpo                 | Саверио Костанцо | Елена Феранте, Франческо Пиколо, Лаура Паолучи и Саверио Костанцо | 10. фебруар 2020. (Rai 1) 23. март 2020. (HBO)  | 0.147 и 6.452                     |
| 11               | 3                  | Брисање Scancellare           | Саверио Костанцо | Елена Феранте, Франческо Пиколо, Лаура Паолучи и Саверио Костанцо | 17. фебруар 2020. (Rai 1) 30. март 2020. (HBO)  | 0.120 и 6.842                     |
| 12               | 4                  | Пољубац Il bacio              | Алис Рорвакер    | Елена Феранте, Франческо Пиколо, Лаура Паолучи и Саверио Костанцо | 17. фебруар 2020. (Rai 1) 6. април 2020. (HBO)  | 0.141 и 6.235                     |
| 13               | 5                  | Издаја Il tradimento          | Алис Рорвакер    | Елена Феранте, Франческо Пиколо, Лаура Паолучи и Саверио Костанцо | 24. фебруар 2020. (Rai 1) 13. април 2020. (HBO) | 0.196 и 6.585                     |
| 14               | 6                  | Бес La rabbia                 | Саверио Костанцо | Елена Феранте, Франческо Пиколо, Лаура Паолучи и Саверио Костанцо | 24. фебруар 2020. (Rai 1) 20. април 2020. (HBO) | 0.134 и 6.053                     |
| 15               | 7                  | Духови I fantasmi             | Саверио Костанцо | Елена Феранте, Франческо Пиколо, Лаура Паолучи и Саверио Костанцо | 2. март 2020. (Rai 1) 27. април 2020. (HBO)     | 0.159 и 7.110                     |
| 16               | 8                  | Плава вила La fata blu        | Саверио Костанцо | Елена Феранте, Франческо Пиколо, Лаура Паолучи и Саверио Костанцо | 2. март 2020. (Rai 1) 4. мај 2020. (HBO)        | 0.130 и 6.757                     |

### 3. сезона:Они који одлазе, они који остају(2022)
| Бр. еп. (укупно) | Бр. еп. (у сезони) | Наслов                                                | Редитељ        | Сценариста                                                        | Премијера                                        | Гледаност у САД/Италији (милиони) |
| ---------------- | ------------------ | ----------------------------------------------------- | -------------- | ----------------------------------------------------------------- | ------------------------------------------------ | --------------------------------- |
| 17               | 1                  | Непристојности Sconcezze                              | Данијел Лукети | Елена Феранте, Франческо Пиколо, Лаура Паолучи и Саверио Костанцо | 6. фебруар 2022. (Rai 1) 28. фебруар 2022. (HBO) | 0.130 и 4.837                     |
| 18               | 2                  | Грозница La febbre                                    | Данијел Лукети | Елена Феранте, Франческо Пиколо, Лаура Паолучи и Саверио Костанцо | 6. фебруар 2022. (Rai 1) 7. март 2022. (HBO)     | 0.149 и 4.475                     |
| 19               | 3                  | Лек La cura                                           | Данијел Лукети | Елена Феранте, Франческо Пиколо, Лаура Паолучи и Саверио Костанцо | 13. фебруар 2022. (Rai 1) 14. март 2022. (HBO)   | 0.124 и 4.940                     |
| 20               | 4                  | Хладни рат Guerra fredda                              | Данијел Лукети | Елена Феранте, Франческо Пиколо, Лаура Паолучи и Саверио Костанцо | 13. фебруар 2022. (Rai 1) 21. март 2022. (HBO)   | 0.141 и 4.753                     |
| 21               | 5                  | Терор Terrore                                         | Данијел Лукети | Елена Феранте, Франческо Пиколо, Лаура Паолучи и Саверио Костанцо | 20. фебруар 2022. (Rai 1) 28. март 2022. (HBO)   | 0.077 и 4.669                     |
| 22               | 6                  | Постанак Diventare                                    | Данијел Лукети | Елена Феранте, Франческо Пиколо, Лаура Паолучи и Саверио Костанцо | 20. фебруар 2022. (Rai 1) 4. април 2022. (HBO)   | 0.049 и 4.589                     |
| 23               | 7                  | Опет ти Ancora tu                                     | Данијел Лукети | Елена Феранте, Франческо Пиколо, Лаура Паолучи и Саверио Костанцо | 27. фебруар 2022. (Rai 1) 11. април 2022. (HBO)  | 0.108 и 4.294                     |
| 24               | 8                  | Они који одлазе, они који остају Chi fugge, chi resta | Данијел Лукети | Елена Феранте, Франческо Пиколо, Лаура Паолучи и Саверио Костанцо | 27. фебруар 2022. (Rai 1) 18. април 2022. (HBO)  | 0.074 и 4.112                     |